# Marie-Claude Maurel
Pour les articles homonymes, voir Maurel.
Marie-Claude Maurel, née en 1947, est une géographe française spécialisée sur les sociétés et les espaces ruraux de l’Europe centrale et orientale.

## Carrière
Après avoir enseigné la géographie à l'université Paul Valéry – Montpellier III, Marie-Claude Maurel est élue dans les années 2000 directrice d'études à l'École des hautes études en sciences sociales (EHESS).

### Formation
Elle est agrégée de géographie en 1969 et docteur d’État en 1978.

### Responsabilités diverses
Elle a entre autres été directrice du département des sciences humaines et sociales du CNRS, directrice du centre français de recherche en sciences sociales de Prague entre 2006 et 2010. Elle est membre de l’académie d'agriculture de France. Elle est administratrice de l'institut universitaire de France de 2010 à 2013.

## Récompenses et distinctions
Elle obtient la médaille de bronze du CNRS en 1990 et le prix de la société de géographie en 1995.
Elle est également officier de la Légion d'honneur et officier de l'ordre national du Mérite.